# Prelude to a Dream
Prelude to a Dream, es el Álbum debut de la cantante estadounidense Jackie Evancho, publicado en 10 de noviembre de 2009,el álbum se compone principalmente de covers de Classical Crossover, tales con Con te Partiro, The Prayer,Concrete Angel entre otras, y también incluyó piezas clásicas y una versión de Amazing Grace. 
El álbum fue lanzado de forma independiente a través de CD Baby, y después de su primera actuación en America's Got Talent el Álbum debutó en el Billboard 200 en el puesto 121, y en el puesto N° 2 en el Billboard Classic Albums. 

## Lista de canciones
1. Everytime
2. Concrete Angel
3. Teaching Angels how to Fly
4. Starry Starry Night
5. Think of Me
6. Memory
7. To Where You Are
8. River of Dreams
9. Dark Waltz
10. The Prayer
11. Amazing Grace
12. Ave Maria (Schubert)
13. O Mio Babbino Caro
14. Con Te Partiro

## Posicionamiento
| Listas (2009)                       | Posición |
| ----------------------------------- | -------- |
| US Billboard 200                    | 121      |
| US Billboard Top Classical Albums   | 2        |
| US Billboard Top Heatseekers        | 1        |
| US Billboard Top Independent Albums | 17       |
| US Billboard Top Digital Albums     | 20       |

## Ventas
| País           | Venta |
| -------------- | ----- |
| Estados Unidos | 4000  |